# Sangue inquieto
Sangue inquieto (Troubled Blood) è un romanzo del 2020 di Robert Galbraith, pseudonimo di J. K. Rowling, quinto episodio della serie dedicata a Cormoran Strike e Robin Ellacott.
Il romanzo è stato pubblicato il 15 settembre 2020, mentre in Italia arriva dal 25 febbraio 2021.

## Trama
Grazie ai successi degli anni precedenti, l'agenzia investigativa di Cormoran Strike e Robin Ellacott sta vivendo un momento particolarmente roseo, tanto che i due hanno assunto altri tre investigatori e una segretaria; tuttavia nelle loro vite private ci sono molti lati oscuri: Joan, zia di Strike, è malata terminale di cancro, mentre la sua ex Charlotte lo tormenta di continuo e la famiglia del suo padre biologico insiste per un riavvicinamento; Robin è invece alle prese con uno spinoso divorzio dal marito Matt, e riceve le attenzioni indesiderate di Morris, uno dei loro investigatori. Inoltre tra i due soci c'è una malcelata attrazione, che entrambi reprimono.
Mentre si trova in Cornovaglia per far visita alla zia, Strike viene avvicinato da Anna Phipps, una donna che gli propone di investigare su un cold case, la scomparsa di sua madre, Margot Bamborough. Ella è sparita quarant'anni prima, poco dopo essere uscita dalla clinica nella quale prestava servizio come medico generale, senza essere mai più ritrovata viva o morta. Strike e Robin, che nel frattempo è diventata sua socia in affari, decidono di accettare il caso, pur sapendo che sarà molto difficile risolverlo.
Il principale sospettato nel caso della Bamborough è Dennis Creed, un efferato serial killer che ha rapito e massacrato molte donne prima di essere catturato; tuttavia l'uomo non ha mai confermato di aver ucciso Margot e Louise Tucker, un'altra donna scomparsa in quegli anni e mai ritrovata. Indagando, Strike e Robin scoprono che molte cose nella ricostruzione degli ultimi giorni di Margot non sono chiare: sebbene fosse benvoluta da tutti, molte persone nutrivano per lei un rancore sopito; la donna si era poi attirata le antipatie di Luca Ricci, un famigerato mafioso. I sospetti ricadono anche sul marito di Margot, Roy, che poco dopo la sua scomparsa si era risposato con la propria cugina. Infine Bill Talbot, il detective incaricato del caso, stava seguendo un'inquietante pista che comprendeva la lettura dei tarocchi e dello zodiaco, a causa della quale era presto impazzito.
L'indagine va avanti per un anno intero, durante il quale Strike e Robin interrogano tutti i principali indiziati e compiono sopralluoghi nei posti frequentati da Margot, andando incontro a depistaggi e terribili scoperte come quella di uno snuff movie, che Strike rinviene nei possedimenti di Talbot. Nel frattempo Joan muore, Charlotte tenta il suicidio e Robin ottiene il divorzio; Morris viene invece licenziato in seguito alle molestie da lui rivolte a Robin. Un anno dopo la richiesta di Anna, tuttavia, il caso è ancora aperto e la cliente decide di non rinnovare il contratto. Nonostante ciò, Robin e Strike decidono di continuare a indagare e riescono a localizzare Steve Douthwaite, un paziente di Margot, e Gloria, l'ultima persona a vederla viva; inoltre Robin riesce a ottenere per Strike un incontro con Dennis Creed, detenuto in un ospedale psichiatrico. Durante l'interrogatorio, grazie a un gioco psicologico, Strike riesce a fargli ammettere di non aver ucciso Margot e a fargli confessare l'omicidio di Louise, il cui corpo viene finalmente ritrovato.
Nel frattempo i due detective, dopo aver incrociato tutti i dati emersi nelle loro investigazioni, riescono a scoprire chi sia l'assassino di Margot: si tratta di Janice, un'infermiera della clinica dove lavorava la donna, che in realtà è a sua volta una serial killer e ha ucciso molte persone prima e dopo Margot mediante avvelenamento, riuscendo sempre a farla franca grazie alla sua intelligenza e al suo aspetto amabile. Margot aveva capito da alcuni indizi che Janice stava drogando Steve, col quale aveva una relazione segreta, e che ne avesse ucciso la fidanzata; da ciò l'aveva collegata a numerose morti sospette: per questo l'infermiera l'aveva tolta di mezzo, nascondendone poi il corpo in casa di due suoi pazienti affetti da sindrome dell'X fragile, i quali avevano inconsapevolmente convissuto col cadavere per quarant'anni.
Janice viene arrestata e l'agenzia riceve nuovamente le attenzioni della stampa, tanto che Robin e Strike sono costretti a lasciarla temporaneamente. La storia termina nel giorno del compleanno di Robin, durante il quale Strike le fa degli splendidi regali e la porta a cena fuori, lasciando intendere che tra i due ci possano essere sviluppi sentimentali.

## Personaggi
- Cormoran Strike: un tempo militare, è diventato detective privato dopo aver perso una gamba durante un'operazione di guerra in Siria.
- Robin Ellacott: socia in affari di Cormoran e detective a sua volta, è un'ottima guidatrice ed è dotata di grande sensibilità.
- Margaret "Margot" Bamborough: donna scomparsa nel 1974. Dopo un passato da coniglietta di Playboy, era diventata medico generale.
- Anna Phipps: figlia di Margot, è la cliente di Strike e Robin, da lei incaricati di scoprire cosa ne sia stato di sua madre, scomparsa quando lei era neonata.

### Sospetti
- Dennis Creed: principale indiziato per la scomparsa (e il sospetto omicidio) di Margot, è un efferato serial killer che operava nei luoghi e nel periodo del misfatto. Psicopatico e sadico, uccideva le sue vittime mediante decapitazione dopo averle torturate per giorni. Attualmente in prigione.
- Nico "Mucky" Ricci: gangster italoinglese, potrebbe aver avuto risentimento nei confronti di Margot poiché ella si era intromessa nella relazione di suo figlio Luca con Gloria. Attualmente ricoverato in una clinica psichiatrica.
- Luca Ricci: figlio di Luca, era fidanzato con Gloria e la picchiava spesso, ragione per la quale Margot aveva deciso di aiutare la ragazza.
- Roy Phipps: marito di Margot e padre di Anna, ha sposato Cynthia, sua cugina di terzo grado, dopo la scomparsa di sua moglie.
- Paul Satchwell: controverso fotografo e artista, aveva avuto una relazione tossica con Margot anni prima del suo matrimonio, e si erano ritrovati poco prima della sua scomparsa.
- Joseph Brenner: medico nello stesso ambulatorio di Margot, misogino e indisponente, Margot aveva scoperto la sua dipendenza da barbiturici e la sua testimonianza avrebbe potuto costargli la professione.
- Janice Beattie: infermiera nell'ambulatorio di Margot, apparentemente non aveva nulla contro Margot, ma aveva scoperto una sua prenotazione in una clinica per praticare l'aborto.
- Irene Bull: infermiera nell'ambulatorio di Margot, nutriva del rancore contro Margot e aveva mentito a Talbot sul suo alibi.
- Gloria Conti: infermiera nell'ambulatorio di Margot.
- Steve Douthwaite: un paziente di Margot, che ha fatto perdere le sue tracce dopo aver dichiarato di esser stato l'ultimo a vederla viva. Irene lo indica come un possibile amante di Margot.
- Cynthia Phipps: cugina di Roy e sua moglie dopo la morte di Margot.
- Oonagh Kennedy: la miglior amica di Margot, doveva incontrarsi con lei la sera in cui era scomparsa.
- Theo: misteriosa donna dall'aspetto mascolino, è stata l'ultima paziente visitata da Margot; si è pensato potesse trattarsi di Creed travestito, oppure di una persona diversa che per qualche motivo ha ucciso la dottoressa.

### Altri
- Bill Talbot: l'investigatore che aveva preso in carico il caso di Margot, impazzito a causa di una pista esoterica da lui individuata.
- Kim Sullivan: moglie di Anna Phipps.

## Edizioni
- Robert Galbraith, Sangue inquieto, Adriano Salani Editore, 2020,  pp. 944.